# Imlili
Imlili  (in arabo امليلي‎?) è un centro abitato e comune rurale del Marocco situato nella provincia di Oued Ed-Dahab, regione di Dakhla-Oued Ed Dahab. Conta una popolazione di 3 149 abitanti (censimento 2014).